# Azərbaycan Kuboku 2014-2015
La Azərbaycan Kuboku 2014-2015 è stata la 23ª edizione della coppa nazionale azera. La competizione è iniziata il 22 ottobre 2014 con il turno preliminare e si è conclusa con la finale il 3 giugno 2015. La squadra detentrice del trofeo era il Neftçi Baku, avendo vinto il torneo per la settima volta, la seconda consecutiva, nell'edizione precedente.
Il Qarabağ ha vinto il trofeo per la quarta volta nella sua storia.
Alla competizione partecipano 18 squadre. Le 10 della Premyer Liqası sono ammesse direttamente agli ottavi di finale. La vincente è ammessa alla UEFA Europa League 2015-2016.

## Turno preliminare
| Squadra 1       | Risultato | Squadra 2          |
| --------------- | --------- | ------------------ |
| 22 ottobre 2014 |           |                    |
| MOİK Baku       | 1 – 0     | Lokomotiv-Biləcəri |
| Qaradağ         | 1 – 0     | Zira               |

## Ottavi di finale
| Squadra 1       | Risultato       | Squadra 2  |
| --------------- | --------------- | ---------- |
| 3 dicembre 2014 |                 |            |
| Neftçi Baku     | 3 – 0           | Qaradağ    |
| Qarabağ         | 4 – 2           | MOİK Baku  |
| Qəbələ          | 3 – 0           | Ağsu       |
| Simurq          | 6 – 0           | Rəvan Baku |
| Sumqayıt        | 0 – 0 (3-4 dcr) | FK Baku    |
| Neftçala        | 1 – 2           | AZAL       |
| Xəzər-Lənkəran  | Canc.           | Araz       |
| Şahdağ Qusar    | 0 – 3           | İnter Baku |

## Quarti di finale
| Squadra 1         | Totale | Squadra 2      | Andata | Ritorno |
| ----------------- | ------ | -------------- | ------ | ------- |
| 4 - 13 marzo 2015 |        |                |        |         |
| Neftçi Baku       | 1 – 0  | AZAL           | 0 – 0  | 1 – 0   |
| İnter Baku        | 5 – 0  | Xəzər-Lənkəran | 2 – 0  | 3 – 0   |
| Qarabağ           | 7 – 1  | FK Baku        | 3 – 0  | 4 – 1   |
| Qəbələ            | 0 – 3  | Simurq         | 0 – 3  | 0 – 0   |

## Semifinali
| Squadra 1           | Totale | Squadra 2  | Andata | Ritorno |
| ------------------- | ------ | ---------- | ------ | ------- |
| 13 - 21 aprile 2015 |        |            |        |         |
| Neftçi Baku         | 3 – 2  | İnter Baku | 2 – 0  | 1 – 2   |
| Qarabağ             | 1 – 0  | Simurq     | 1 – 0  | 0 – 0   |

## Finale
| Arbitro: | Rahim Hasanov |

|                            |           |          |
| Reynaldo 5’ 39’ Muarem 85’ | Marcatori | 77’ Nfor |